# Weto
Weto ist eine Rock-Gruppe aus Fürstenfeldbruck.

## Bandgeschichte
Weto wurde 1993 aus zwei sich auflösenden Schulbands gegründet. Bis 1996 spielte die Band auf diversen lokalen Kleinveranstaltungen. 1996 trennte sich Daniel Stevens von der Band, die danach mit nur noch einem Gitarristen weitermachte. Des Weiteren wurde 1996 das Livealbum „Tatort Bühne“ aufgenommen, das im folgenden Jahr veröffentlicht wurde.
Im Sommer 1998 gründeten die Weto-Musiker Thomas Lindner und Martin Duckstein mit einigen anderen zusammen die Folk-Rock-Band Schandmaul. Der zeitliche Aufwand für die neue Band war so groß, dass Weto praktisch auf der Strecke blieb. Zwar wurde 1999 noch die EP „Scherben Im Kopf“ veröffentlicht, aber die Band stand zum Jahreswechsel 1999/2000 kurz vor der Auflösung und man entschied sich, sie vorübergehend auf Eis zu legen. In den folgenden drei Jahren fand sich die Band nur einmal im Jahr für das obligatorische "Jahreskonzert" in der Gröbenzeller Hexe zusammen. Danach existierte Weto faktisch nicht mehr.
2005 wurde Weto reaktiviert, der Website der Band zufolge in einer feuchtfröhlichen Nacht im Schandmaul-Tourbus. Martin Duckstein (Gitarre) und Thomas Lindner (Gesang) waren die einzigen, die noch von der Originalzusammensetzung übrig waren, also holte man kurzerhand noch Heiner Jaspers von Regicide sowie Matthias Richter und Stefan Brunner (beide Mitglieder von Schandmaul) mit ins Boot und nahm das neue Album „Das 2weite Ich“ auf, das am 24. November 2006 erschien. Die ersten Auftritte der „neuen“ Weto waren auf dem Funkenflug-Festival in München, dem Wave-Gotik-Treffen in Leipzig und einem Regicide-Konzert in Oldenburg. Im November 2006, vier Tage nach Veröffentlichung des Albums, startete die erste Tour der „reaktivierten“ Band.
In den folgenden Jahren waren die Bandmitglieder mit ihren Hauptprojekten beschäftigt. Es gab nur im Frühjahr 2007 eine kleine Tour sowie einige Auftritte auf kleineren Festivals im Sommer 2008. Am 26. August 2011 wurde ein weiteres Album mit dem Namen "Schattenspieler" veröffentlicht, das sogar erstmals in die Album-Charts auf Platz 84 einstieg. Die Band absolvierte 2012 einen Auftritt beim Wacken Open Air Festival und war überdies im Oktober 2012 für neun Konzerte auf Club-Tour durch Deutschland. Schließlich trat die Band im Oktober 2013 noch beim „Rock im Herbst“ Festival auf.
Seitdem pausiert Weto. Im Mai 2017 wurde in einem Livestream der Band Schandmaul bekannt gegeben, dass für Weto auch derzeit keine neuen Aktivitäten geplant sind.

## Diskografie
| Jahr | Titel                                      | Höchstplatzierung, Gesamtwochen, AuszeichnungChartplatzierungen (Jahr, Titel, Platzierungen, Wochen, Auszeichnungen, Anmerkungen) | Höchstplatzierung, Gesamtwochen, AuszeichnungChartplatzierungen (Jahr, Titel, Platzierungen, Wochen, Auszeichnungen, Anmerkungen) | Höchstplatzierung, Gesamtwochen, AuszeichnungChartplatzierungen (Jahr, Titel, Platzierungen, Wochen, Auszeichnungen, Anmerkungen) | Anmerkungen                           |
| Jahr | Titel                                      | DE | AT | CH | Anmerkungen                           |
| ---- | ------------------------------------------ | --- | --- | --- | ------------------------------------- |
| 1997 | Tatort Bühne (Livealbum) Eigenvertrieb     | — | — | — | Erstveröffentlichung: 1997            |
| 1999 | Scherben im Kopf Eigenvertrieb             | — | — | — | Erstveröffentlichung: 1999            |
| 2006 | Das 2weite Ich F.A.M.E. Artist Recordings  | — | — | — | Erstveröffentlichung: 3. Januar 2006  |
| 2011 | Schattenspieler F.A.M.E. Artist Recordings | DE84 (1 Wo.)DE | — | — | Erstveröffentlichung: 26. August 2011 |